# Kart

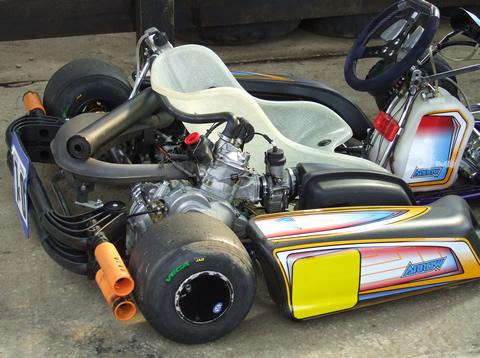
Un kart modelo Arrow DD2.

Un kart es un vehículo terrestre monoplaza o multiplaza, sin suspensiones y con o sin elementos de carrocería, con cuatro ruedas no alineadas que están en contacto con el suelo, las dos ruedas delanteras ejerciendo el control de dirección. Puede funcionar tanto a pedales como con motor. Sus partes principales son el chasis (comprendida la carrocería), los neumáticos y, en su caso, el motor.
Un go-kart es un kart a motor sin techo o cockpit, en el que las dos ruedas traseras están conectadas por un eje de una pieza que transmite la potencia de un motor. 
El karting es el deporte practicado con karts.
En Perú también son conocidos como chachi-karts o chachicars.

## Componentes principales

### Chasis
Estructura principal del kart que ensambla las partes mecánicas y la carrocería, comprendida de cualquier pieza solidaria.
- Chasis cuadro: parte principal del soporte monobloque del chasis que soporta las piezas principales y auxiliares. En general tienen dos medidas, que suelen ser las más usadas: 300 y 320. También existen otras medidas, aunque no tan utilizadas. Tienen eje trasero rígido y carecen de diferencial. Puede ser entero o de cintura partida. En general, están construidos con alta ingeniería para transmitir la máxima potencia al piso y aportarle agarre al kart para flexar (flexión, torsión), ya que estos vehículos de competición, al carecer de suspensión, deben tener torsión para asemejarse a ello. Únicamente existen chasis para asfalto destinados a karting. Todo chasis que no pertenezca o no esté diseñado para asfalto no se incluye en el apartado de karting. Algunas de las marcas más conocidas de chasis para karting son: Intrepid Kart, CRG, Birel, Mini, etc.

### Neumáticos
Están definidos por la llanta con la goma neumática, que sirve para la dirección y/o propulsión del kart. Dependiendo del estado de la pista existen los neumáticos de seco (slicks) y los de mojado (wet tires), que tienen "canaletas" especialmente diseñadas para que dejen pasar el agua y el kart sea más manejable. En cada campeonato se especifica qué marca y modelo de neumático utilizar única y exclusivamente. La duración y el agarre al suelo de los neumáticos dependen del compuesto de que estén hechos. Los compuestos generales son blandos (mucho agarre, menor duración), intermedios (se busca un buen agarre y mayor duración) y duros (prima la duración del neumático y no tanto el agarre al suelo del mismo). Algunas de las marcas son: MG, Bridgestone y Vega.

### Motor
Por motor se entiende el conjunto motopropulsor del kart en estado de marcha, comprendiendo un bloque de cilindros, cárters, eventualmente caja de velocidades, un sistema de encendido, un carburador y un tubo de escape.
- Cilindrada: volumen V engendrado en el cilindro del motor, al desplazarse el pistón en su ascenso o descenso.
- Radiador: es un intercambiador específico especial que permite refrigerar un líquido mediante el aire; intercambiador líquido/aire (no todos los karts lo usan).
- Depósito de combustible: recipiente de plástico semi-hermético que contiene una capacidad de combustible determinada susceptible de fluir hacia el motor.

Marcas de motores de combustión más utilizadas: Parilla, Sonik, PRD Fireball, Vortex, PCR, Maxter, TM, etc.
Los karts impulsados por electricidad se denominan electratones.